# Tommy Jensen
Tommy Nöhr Jensen, född 16 augusti 1970, är en svensk författare, musiker och professor inom management och organisationsteori på företagsekonomiska institutionen vid Stockholms universitet.

## Biografi
Jensen disputerade vid Umeå universitet 2004 och blev docent 2009. Jensen blev professor 2011 vid Stockholms Universitet, där han fortfarande arbetar (företagsekonomi). Han har även arbetat på Lancaster University i Storbritannien. Jensen har publicerat vetenskapliga - peer reviewed - artiklar i bland annat Journal of Business Ethics, Scandinavian Journal of Management, Organization Studies, Organization, Management Learning, Nordic Journal of Working Life Studies och Journal of Rural Studies.  
. Han forskar inom hållbar utveckling, etik och globalisering och mer specifikt hur privata och publika sfärer sammanblandas i samhället och hur det ger upphov till sociala och miljömässiga dilemman. Zygmunt Bauman, Richard Rorty, Barbara Czarniawska och Iris Marion Young är stora inspirationskällor för Jensens akademiska arbete. I sin senaste  studie - om gruvindustrin - har han använt sig av konst, film och musik som stöd och inspiration för sin forskning. Under bandnamnet Organizing Rocks har han tillsammans med Johan Sandström, professor i företagsekonomi vid Luleå tekniska universitet, och Michal Zawadski (Jönköping International Business School) gjort tre musikalbum om Kiruna, Kirunagruvan samt om McArthur River uranium mine i Saskatchewan i Kanada.
Jensen har även släppt tio soloalbum och tre poesi/lyrik-häften (de sist nämnda finns att ladda ned på klostret living arts). En disparat samling musiker utgör inspiration för Jensen - t.ex. Iggy Pop, P.J. Harvey, Black Francis/Pixies, Bob Dylan, Neil Young, Marianne Faithful, Motörhead, Kreator, Big Mama Thornton, Patti Smith. 2023 startade Jensen upp bandet Bulletproof Poets, som hittills släppt en EP (In the surrounding space, 2023) och två singlar.

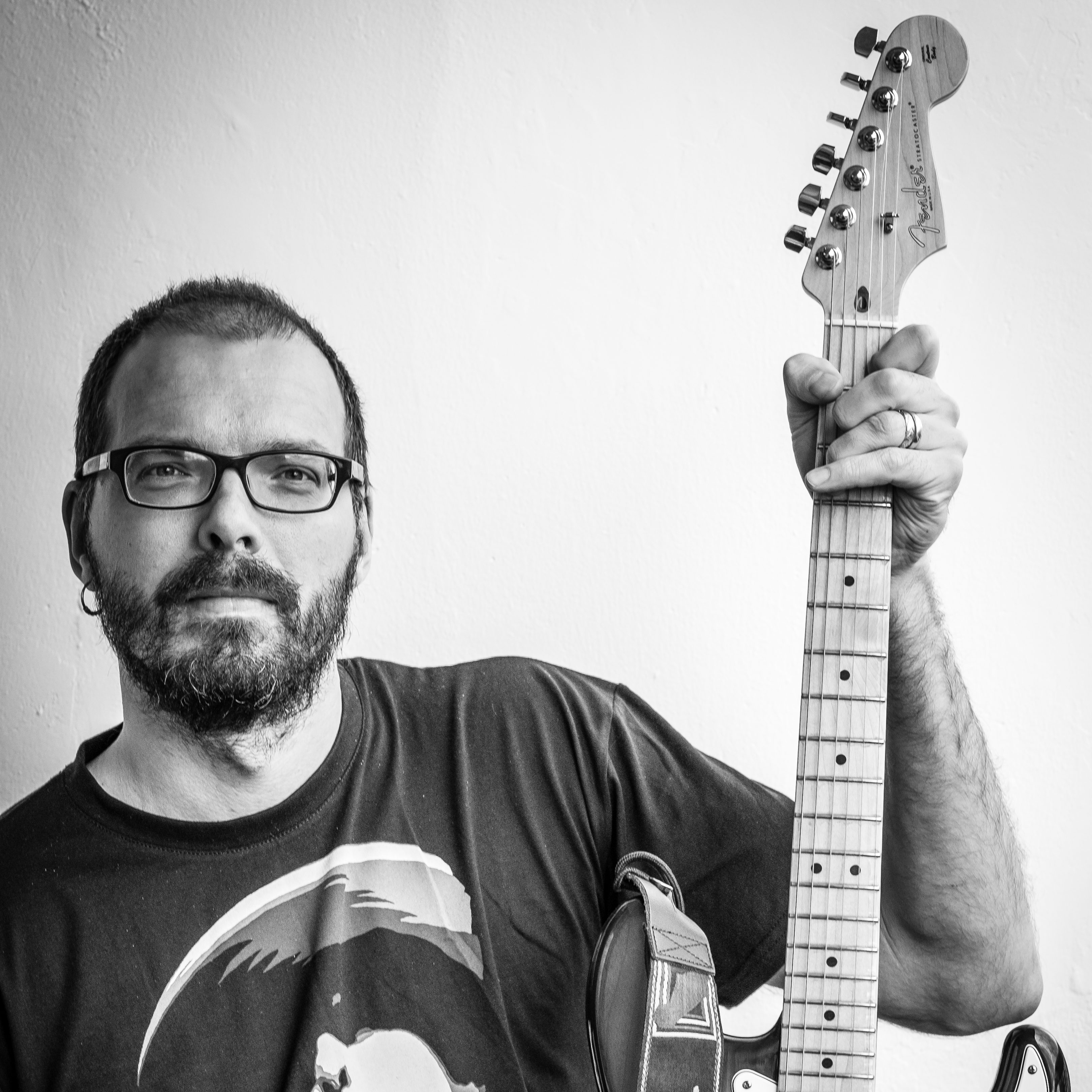
Tommy Jensen, oktober 2015.